# Walter Giraldo
Walter Giraldo (Sint-Andries, 9 november 1926 - Aalst, 9 augustus 2015) was een Belgisch volkskundige, taalkundige en taalvirtuoos.

## Levensloop
Na zijn jeugd in Brugge te hebben doorgebracht en zijn middelbare studies te hebben voleindigd aan het Koninklijk Atheneum, behaalde hij het licentiaat Germaanse filologie aan de Rijksuniversiteit Gent. Hij behandelde in zijn licentiaatsthesis het thema Geboorte, huwelijk en dood in het Brugse volksleven. Hij leerde aldus veel over de religieuze volkscultuur. 
Hij vestigde zich in Zottegem, waar hij leraar werd aan het atheneum. Hij trouwde er met Mia Van den Auwelant (1929-2010), licentiate lichamelijke opvoeding, met wie hij vier kinderen kreeg. Hij was een neef van de Brugse schilder en volkskundige Guillaume Michiels, die hem de volkskunde deed ontdekken en langs hem bleef hij in contact met de middens van volkskundigen en historici in Brugge. Hij onderhield ook de vriendschap met Egied Strubbe, Antoon Viaene, Maurits Van Coppenolle en Hervé Stalpaert.
Beroepshalve was hij vertrouwd met grote schrijvers (Rimbaud, Goethe, Shakespeare, Ovidius enz.), over wie hij les gaf en hierbij de belangstelling van zijn leerlingen voor de wereldliteratuur aanwakkerde.
De volkskundige bibliotheek van Walter Giraldo werd door de familie overgemaakt aan de Brugse stadsbibliotheek.

## Publicaties
- Jan Bassens vertelt..., in: Biekorf, 1949.
- Duitse schapers, in: Biekorf, 1951.
- Toverij en spokerij, in: Biekorf, 1952.
- Volksgeneeskunde, in: Biekorf, 1954.
- Toverij en Duitse schapers, in: Biekorf, 1954
- De Victor de Meyere-hulde te Oostduinkerke, in: Biekorf, 1955
- Het ontstaan van twee Sint-Rita-devoties in West-Vlaanderen, in: Biekorf, 1955.
- Sint-Vincentius en Sint-Brigida van Ierland gediend te Beselare, in: Biekorf, 1955
- Dienen uit liefdadigheid, in: Biekorf, 1956.
- Herinneringen aan Maurits van Coppenolle, ion: Biekorf, 1956.
- Folklorica uit kanunnik Tanghe's ‘Noodpatroonen’’, in: Biekorf, 1956.
- Ex-voto's bij de Sint-Godelievebedevaart te Gistel, in: Biekorf, 1957.
- Een patrones van de duivenmelkers: de H. Catharina Labouré, in: Biekorf, 1957.
- Ex-voto's uit het duinenkapelletje te Bredene, in: Biekorf, 1957.
- Volksgeloof en volksdevotie, in: Biekorf, 1957.
- Een Brugse jongen te Bottelare genezen 1642, in: Biekorf, 1958.
- Een dienster uit Meulebeke vertelt....., in: Biekorf, 1958.
- Folklorica uit kanunnik Tanghe's "noodpatronen", in: Biekorf, 1958
- Bedevaart, volksgeneeskunde en toverij, in: Biekorf, 1959.
- Sint-Christoffel aan bod, in: Biekorf, 1964.
- Quirinusverering in Vlaanderen, in: Biekorf, 1969.
- Volksdevotie in West-Vlaanderen, Brugge, Uitg. Van de Wiele, 1989.
- 1000 jaar mirakels in Vlaanderen, een volkskundige benadering, Brugge, Uitg. Van de Wiele, 1995.
- Kettingbrieven. Aanzet tot een corpus, in: Biekorf, 2011.
- Denkend aan Michiel English. Portret van een zachtmoedige dwarsdrijver, in: Biekorf, 2012.
- Middeleeuwse mirakelverhalen in Sint-Omaars tijdens de 12de eeuw, in: Biekorf, 2013.
- "Firma pit en stake" in de polders tussen Damme en Oostkerke, mei-juni 1944, in: Biekorf, 2014.
- "Den troost der armen": een Brugse druk met volkse remedies uit de 18de eeuw, in: Biekorf, 2015.